# العلاقات الغينية الفانواتية
العلاقات الغينية الفانواتية هي العلاقات الثنائية التي تجمع بين غينيا وفانواتو.

## مقارنة بين البلدين
هذه مقارنة عامة ومرجعية للدولتين:
| وجه المقارنة                                              | غينيا       | فانواتو                                  |
| --------------------------------------------------------- | ----------- | ---------------------------------------- |
| المساحة (كم2)                                             | 245.86 ألف  | 12.19 ألف                                |
| عدد السكان (نسمة)                                         | 12.72 مليون | 276.24 ألف                               |
| الكثافة السكانية (ن./كم²)                                 | 51.74       | 22.66                                    |
| العاصمة                                                   | كوناكري     | بورت فيلا                                |
| اللغة الرسمية                                             | لغة فرنسية  | اللغة البسلاما، لغة فرنسية، لغة إنجليزية |
| العملة                                                    | فرنك غيني   | فاتو فانواتي                             |
| الناتج المحلي الإجمالي (بليون دولار)                      | 10.50 مليار | 862.88 مليون                             |
| الناتج المحلي الإجمالي (تعادل القوة الشرائية) بليون دولار | 15.24 مليار | 790.76 مليون                             |
| الناتج المحلي الإجمالي الاسمي للفرد دولار أمريكي          | 531         | 2.81 ألف                                 |
| الناتج المحلي الإجمالي للفرد دولار أمريكي                 | 1.22 ألف    | 3.03 ألف                                 |
| مؤشر التنمية البشرية                                      | 0.411       | 0.594                                    |
| رمز المكالمات الدولي                                      | +224        | +678                                     |
| رمز الإنترنت                                              | .gn         | .vu                                      |
| المنطقة الزمنية                                           | 00          | ت ع م+11:00                              |

## منظمات دولية مشتركة
يشترك البلدان في عضوية مجموعة من المنظمات الدولية، منها:
| علم المنظمة | اسم المنظمة                                 | تاريخ انضمام غينيا | تاريخ انضمام فانواتو |
| ----------- | ------------------------------------------- | ------------------ | -------------------- |
|             | يونسكو                                      | 2 فبراير 1960      | 10 فبراير 1994       |
|             | مؤسسة التمويل الدولية                       | 22 أكتوبر 1982     | 28 سبتمبر 1981       |
|             | منظمة حظر الأسلحة الكيميائية                | ?                  | ?                    |
|             | مؤسسة التنمية الدولية                       | 26 سبتمبر 1969     | 28 سبتمبر 1981       |
|             | منظمة التجارة العالمية                      | 25 أكتوبر 1995     | ?                    |
|             | وكالة ضمان الاستثمار متعدد الأطراف          | 5 أكتوبر 1995      | 27 يوليو 1988        |
|             | الاتحاد البريدي العالمي                     | ?                  | ?                    |
|             | الأمم المتحدة                               | 12 ديسمبر 1958     | 15 سبتمبر 1981       |
|             | البنك الدولي للإنشاء والتعمير               | 28 سبتمبر 1963     | 28 سبتمبر 1981       |
|             | مجموعة دول أفريقيا والكاريبي والمحيط الهادئ | ?                  | ?                    |